# 久留米自動車工科大学校
専門学校 久留米自動車工科大学校（せんもんがっこう くるめじどうしゃこうかだいがっこう）は、福岡県八女郡広川町にある私立専門学校。学校法人久留米工業大学が運営する。

## 沿革
- 1959年 - 西日本高等工科学校設置認可
- 1964年 - 西日本高等工科学校工業部建設機械科を母体として久留米建設機械専門学校設置認可。建設機械整備科、建設機械技術科設置
- 1984年 - 久留米工業技術専門学校へ校名変更
- 1998年 - 車体整備専攻科増設
- 2002年 - 情報システム科廃止
- 2007年 - 教習部を収益事業部門に改変する
- 2010年 - 一級自動車工学科増設、自動車工学科を二級自動車工学科へ名称変更
- 2011年 - 二級二輪自動車整備士国家資格が取得可能となる
- 2015年 - 文部科学省の職業実践専門課程認可
- 2016年 - 専門学校久留米自動車工科大学校へ校名変更、一級自動車工学科を4年課程、車体整備専攻科を車体整備工学科へ名称変更し3年課程へ改組

## 学科
- 工業専門課程
  - 一級自動車工学科
  - 車体整備工学科
  - 二級自動車工学科

## アクセス
- JR九州久留米駅から西鉄バス八女行き「建設学校前」下車し30分
- 西日本鉄道天神大牟田線西鉄久留米駅から西鉄バス八女行き「建設学校前」下車し25分